# Gelasma marginata
Gelasma marginata là một loài bướm đêm trong họ Geometridae.